# Караулов, Игорь Александрович
И́горь Алекса́ндрович Карау́лов (род. 11 февраля 1966, Москва) — русский поэт, переводчик и публицист, c 2022 года также Z-поэт.

## Биография
Родился 11 февраля 1966 года в Москве. Окончил кафедру геохимии ландшафтов и географии почв географического факультета Московского государственного университета имени М. В. Ломоносова (1983—1988). Занимался в «Лаборатории первой книги» при Московской писательской организации, которой руководила Ольга Чугай.
Поэт, переводчик. Автор четырёх поэтических книг. Публиковался в журналах «Знамя», «Арион», «Сетевая поэзия», «Новый берег», «ШО», «Воздух», «Критическая масса», «Новая кожа», и др.
Лауреат Григорьевской поэтической премии (2011, 3 место).
Участник поэтического проекта на Венецианской биеннале искусств, 2009.
С ноября 2012 по февраль 2016 года — колумнист газеты «Известия».
В 2022 году в ходе российского вторжения на Украину выступил с концертами в рамках марафона в поддержку нападения «Za Россию». Позднее Караулов был внесён ФБК в список коррупционеров и разжигателей войны за участие в концерте в поддержку войны с Украиной. 1 июня 2022 года Латвия запретила въезд в страну Караулову за поддержку и оправдание агрессии России на Украине.

### Семья
Женат, двое детей.

## Цитаты
Дмитрий Быков, 2006:
Из активно работающих поэтов поколения тридцатилетних наиболее одарёнными мне представляются Иван Волков и Игорь Караулов. Караулов — москвич, свободный от чьих-либо влияний (или, наоборот, подверженный слишком многим — но переплавляющий их так, что они почти незаметны). И у Волкова, и у Караулова есть то, что делает поэзию поэзией: самосознание маргинала, последнего из последних, обречённого, зажатого со всех сторон — и всё-таки побеждающего. Оба много пишут о предчувствии социальных и личных катастроф; оба ненавидят себя и мучаются с собой (у Караулова это основной пафос). Поэт, думается мне, не должен собой любоваться — он должен ощущать себя выродком, и только это придает его слову настоящий вес: оно становится компенсацией всей безнадёжно и бездарно проигранной жизни.

Сергей Слепухин. 2006:
В поэзии Караулова сочетаются витражная звучность и тлеющая глухость распадающихся серых тонов. <...> Оригинальные, полные импульсивной нервной энергии стихи Игоря Караулова в высшей степени экспрессивны, в них находят выражение драматизм его мироощущения,  его гнев и печаль, разлад с окружающим миром, но, вместе с тем, и огромное желание обрести в этом мире гармонию. Это удивительно правдивая и честная поэзия
Анна Голубкова, 2010:
В рейтинге непризнанных московских поэтов Игорь Караулов, по моим впечатлениям, занимает второе место после Всеволода Емелина. В какой из Живых журналов, принадлежащих более или менее известным литераторам, ни зайдёшь — обязательно встретишь там поэта Караулова, жалующегося на свою тяжёлую непризнанную жизнь. Какая же это непризнанность, спросит какой-нибудь любопытный читатель, если недавно у Караулова вышла приличных объемов книжка в твёрдой обложке, включающая почти полный корпус собрания его сочинений? О такой книге многим другим, казалось бы, более «признанным», поэтам приходится только мечтать. Увы, дорогой читатель, в большинстве случаев непризнанность — это состояние души, а не отражение реального положения дел. <...>
В общем же и целом <...> можно отнести Игоря Караулова к этаким крепким поэтическим середнячкам, на которых, если бы не их собственные постоянные усилия, никто бы не обратил особого внимания. Кстати вспоминается, как однажды после одного литературного мероприятия Игорь Караулов завладел общим графином с водкой и стал небрежно так попивать её прямо из горлышка. Роскошный полосатый шарф, отстранённый вдохновенный взор и пренебрежение гигиеной как раз и были призваны, видимо, обратить на себя всеобщее внимание и подчеркнуть поэтическую оригинальность Игоря Караулова. Это удалось — картинка до сих пор хранится в моей памяти. <...>

Но самая главная моя претензия к стихам Игоря Караулова — это <...> изначальная их неоригинальность. Достаточно прочесть два-три стихотворения подряд, чтобы убедиться в том, что Игорь Караулов является верным, хоть и немного карикатурным, последователем поэта Дмитрия Быкова. Только стихи Дмитрия Быкова <...> всё-таки намного лучше... <...> Зачем нам эпигон Дмитрия Быкова, когда и первого-то, по его собственному признанию, слишком много?!
Кирилл Анкудинов, 2012:
Игорь Караулов как поэт очень вырос; мне думается, что в его лице явился законный наследник Льва Лосева. Но я не рекомендовал бы Караулову подражать Бродскому — это ему не идёт.

### Публикации Игоря Караулова

#### Книги
- Перепад напряжения. — СПб.: Геликон +, Амфора, 2003.
- Продавцы пряностей: Стихи. — М.: Ракета, 2006. — 134 с. — ISBN 5-903064-06-X
- Упорство маньяка. — СПб.: ПРОЗАиК, Геликон +, 2010. — 364 с.[15]
- Конец ночи. — М.: Издательство «СТиХИ», 2017[16].
- Ау-ау. Стихи 2017 года.- М.: Воймега, 2018. — 120 с. — ISBN 978-5-6040915-9-3[17]
- Смирнов, Караулов, Данилов: Русские верлибры — Издательство: Флюид, 2019 г. — 256 с. — ISBN 978-5-906827-59-3
- Трудный возраст века. — Издательство: Городец-Флюид, 2020 г. — 224 с. — ISBN 978-5-907220-44-7
- День святого Валентина. — СПб.; М.: Издательство: RUGRAM_Пальмира, 2021. — 139 с. — ISBN 978-5-517-02875-4
- Моя сторона истории. — СПб.: Питер, 2022. — «КПД» — 160 с. ISBN 978-5-00116-876-8
- Главные слова. — М.: АСТ, 2024. — 240 с. — ISBN 978-5-17-162334-0

#### Отдельные публикации
- Зараза-песенка // Воздух. — 2006. — № 1.

### Об Игоре Караулове
- Слепухин Сергей. Московский Энсор // Сетевая Словесность.
- Голубкова Анна. В своем углу: субъективные заметки о книгах и об их авторах: Виктор Кривулин, П. И. Филимонов, Игорь Караулов. [Рецензия на книгу: Игорь Караулов. Упорство маньяка. — СПб.: ПРОЗАиК, Геликон +, 2010. — 364 с.] // Мегалит.